# 913 Otila
913 Otila, asteroid glavnog pojasa. Otkrio ga je Karl Wilhelm Reinmuth, 19. svibnja 1919.

## Vanjske poveznice
- Minor Planet Center